# Prix Victor-Régis
Le prix Victor-Régis est une course hippique de trot attelé se déroulant fin octobre sur l'hippodrome de Vincennes (fin août ou début septembre avant 2022).
C'est une course de Groupe II réservée aux poulains de 3 ans, hongres exclus, ayant gagné au moins 10 000 €.
Elle se court sur la distance de 2 175 mètres, départ volté, pour une allocation qui s'élève à 120 000 €, dont 54 000 € pour le vainqueur.
Son équivalent pour les pouliches est le prix Uranie disputé le même jour. Avant la création du prix Uranie en 1992, le prix Victor-Régis était également ouvert aux femelles.
L'épreuve est créée dans les conditions similaires à avant 1992 en 1946. Un prix Victor-Régis avait été créé l'année précédente pour des chevaux plus âgés, prenant dans le calendrier la place du Prix de la Bresse. Comme pour les quelques semi-classiques créés à cette époque, la Société d'encouragement à l'élevage du cheval français honore l'un de ses membres, propriétaire-éleveur, mort à 89 ans en octobre 1943, qui était également président honoraire du Syndicat des fabricants d'huile de Marseille et président fondateur de la Société hippique du Sud-Est.

## Palmarès depuis 1971
| Année | Vainqueur          | Père               | Driver                   | Entraîneur               | Temps  |
| ----- | ------------------ | ------------------ | ------------------------ | ------------------------ | ------ |
| 2024  | Lombok Jiel        | Énino du Pommereux | Pierre-Yves Verva        | Jean-Luc Dersoir         | 1'13"7 |
| 2023  | Kristal Josselyn   | Bold Eagle         | Benjamin Rochard         | Sébastien Guarato        | 1'12"5 |
| 2022  | Juninho Dry        | Carat Williams     | Paul-Philippe Ploquin    | Sébastien Guarato        | 1'12"1 |
| 2021  | Italiano Vero      | Ready Cash         | David Thomain            | Philippe Allaire         | 1'12"2 |
| 2020  | Hohneck            | Royal Dream        | Yoann Lebourgeois        | Philippe Allaire         | 1'12"2 |
| 2019  | Good Boy Ligneries | Un Mec d'Héripré   | Franck Nivard            | Philippe Billard         | 1'12"5 |
| 2018  | Fabulous Wood      | Ready Cash         | Matthieu Abrivard        | Yves Boireau             | 1'12"7 |
| 2017  | Eridan             | Ready Cash         | David Thomain            | Sébastien Guarato        | 1'16"1 |
| 2016  | Django Riff        | Ready Cash         | Yoann Lebourgeois        | Philippe Allaire         | 1'14"3 |
| 2015  | Captain Crazy      | Quaro              | Tony Le Beller           | Fabrice Souloy           | 1'16"1 |
| 2014  | Bold Eagle         | Ready Cash         | Jean-Étienne Dubois      | Jean-Étienne Dubois      | 1'14"8 |
| 2013  | Akim du Cap Vert   | First de Retz      | Franck Anne              | Franck Anne              | 1'13"5 |
| 2012  | Very Pleasant      | Goetmals Wood      | Julien Dubois            | Philippe Moulin          | 1'18"2 |
| 2011  | Uniclove           | Look de Star       | Thierry Duvaldestin      | Thierry Duvaldestin      | 1'15"3 |
| 2010  | The Best Madrik    | Coktail Jet        | Jean-Étienne Dubois      | Jean-Étienne Dubois      | 1'16"4 |
| 2009  | Saxo de Vandel     | Coktail Jet        | Thierry Duvaldestin      | Thierry Duvaldestin      | 1'16"2 |
| 2008  | Ready Cash         | Indy de Vive       | Bernard Piton            | Philippe Allaire         | 1'14"3 |
| 2007  | Quido du Goutier   | Extreme Dream      | Thierry Duvaldestin      | Thierry Duvaldestin      | 1'14"  |
| 2006  | Prince d'Espace    | Himo Josselyn      | Jean-Michel Bazire       | Sébastien Guarato        | 1'15"6 |
| 2005  | Orlando Vici       | Quadrophenio       | Jean-Michel Bazire       | Fabrice Souloy           | 1'15"3 |
| 2004  | Not Disturb        | Défi d'Aunou       | Jean-Pierre Dubois       | Jean-Pierre Dubois       | 1'15"4 |
| 2003  | Mon Bellouet       | Hello Jo           | Jean-Michel Bazire       | Fabrice Souloy           | 1'17"3 |
| 2002  | Love You           | Coktail Jet        | Jean-Pierre Dubois       | Jean-Pierre Dubois       | 1'18"  |
| 2001  | Kaisy Dream        | Extreme Dream      | Jean-Pierre Dubois       | Jean-Pierre Dubois       | 1'15"9 |
| 2000  | Jolmeto            | Quadrophenio       | Frédéric Prat            | Frédéric Prat            | 1'15"6 |
| 1999  | Install            | Buvetier d'Aunou   | Fabrice Souloy           | Fabrice Souloy           | 1'15"9 |
| 1998  | Hello Jo           | Buvetier d'Aunou   | Pierre Vercruysse        | Jean-Étienne Dubois      | 1'17"4 |
| 1997  | Général du Pommeau | Sébrazac           | Jules Lepennetier        | Jules Lepennetier        | 1'16"9 |
| 1996  | Fébrile            | And Arifant        | Jean-Pierre Dubois       | Jean-Pierre Dubois       | 1'18"5 |
| 1995  | Escartefigue       | Steed James        | Alain Laurent            | Alain Laurent            | 1'18"9 |
| 1994  | Derby du Gîte      | Riton du Gîte      | Sylvain Lelièvre         | Sylvain Lelièvre         | 1'18"1 |
| 1993  | Calife des Noues   | Quiton du Coral    | Joël Hallais             | Joël Hallais             | 1'18"4 |
| 1992  | Big Prestige       | Royal Prestige     | Ulf Nordin               | Ulf Nordin               | 1'18"  |
| 1991  | Autour d'Aunou     | Speedy Somolli     | Jean-Étienne Dubois      | Jean-Étienne Dubois      | 1'18"8 |
| 1990  | Varik d'Ilcino     | James Pile         | Jan Kruithof             | Jan Kruithof             | 1'19"6 |
| 1989  | Ukir de Jemma      | Fakir du Vivier    | Philippe Allaire         | Philippe Allaire         | 1'18"8 |
| 1988  | Takima             | Chambon P          | Jan Kruithof             | Jan Kruithof             | 1'21"2 |
| 1987  | Sverige            | Fanacques          | Alain Houssin            | Alain Houssin            | 1'19"8 |
| 1986  | Reine du Clos      | Kairon             | François-Georges Louiche | François-Georges Louiche | 1'23"6 |
| 1985  | Potin d'Amour      | Chambon P          | Jean-René Gougeon        | D.O. de Bellaigue        | 1'21"6 |
| 1984  | Quito de Talonay   | Florestan          | Jan Kruithof             | Jan Kruithof             | 1'18"7 |
| 1983  | O Ciudad           | Valmont            | Louis Sauvé              | Louis Sauvé              | 1'20"7 |
| 1982  | Nodesso            | Quioco             | Bernard Bedeloup         | Bernard Bedeloup         | 1'19"3 |
| 1981  | Mamour             | Buffet II          | Ali Hawas                | Ali Hawas                | 1'20"5 |
| 1980  | L'Alezan           | Apaty              | Michel Lenoir            | Michel Lenoir            | 1'21"3 |
| 1979  | Ker Seddouk        | Seddouk            | Gérard Mascle            | Jean-Pierre Dubois       | 1'20"5 |
| 1978  | Jorky              | Kerjacques         | Léopold Verroken         | Léopold Verroken         | 1'20"8 |
| 1977  | Idéal du Gazeau    | Alexis III         | Eugène Lefèvre           | Eugène Lefèvre           | 1'20"1 |
| 1976  | ?                  |                    |                          |                          |        |
| 1975  | Grandval           | Ruy Blas IV        | Michel-Marcel Gougeon    |                          | 1'21"3 |
| 1974  | Féroé              | Larré F            | Jean Riaud               |                          | 1'22"3 |
| 1973  | Étoile de Retz     | Fandango           | Louis Mellette           |                          | 1'20"8 |
| 1972  | Dimitria           | Mario              | Léopold Verroken         |                          | 1'21"  |
| 1971  | Clissa             | Quioco             | Michel-Marcel Gougeon    |                          | 1'21"4 |